# Rich List – Jede Antwort zählt
Rich List – Jede Antwort zählt war eine Spielshow, die von der Constantin Entertainment GmbH mit Unterstützung von 12 Yard Productions produziert wurde.
Moderiert wurde die Show von Kai Pflaume.

## Hintergrund
Das Konzept stammt aus England. In den USA wurde Rich List bereits nach einer Folge beim Fernsehsender FOX eingestellt. In Australien lief die Show erfolgreich drei Jahre lang.

## Spielregeln
Es treten immer zwei Teams (Champions und Herausforderer) gegeneinander an.
Jedes Team besteht aus zwei Personen, die sich zuvor noch nie begegnet sind.
Die Spieler sitzen in schalldichten Kabinen. 

### Die ersten Runden
Die ersten zwei von bis zu drei Qualifikationsrunden sind gleich aufgebaut. Die Teams bekommen ein Themengebiet (zum Beispiel: James-Bond-Kinofilme) und einige ergänzende Informationen vorgegeben. Danach werden die Champions stummgeschaltet und der Moderator fragt die Herausforderer, wie viele Antworten sie bieten. Nachdem die Herausforderer stummgeschaltet wurden, wird das Gebot an die inzwischen freigeschalteten Champions weitergegeben. Diese können nun erhöhen, worauf sie wieder stumm- und die Gegner freigeschaltet werden, um das neue Angebot zu hören und eventuell zu erhöhen.
Dies geht solange weiter, bis ein Team nicht weiter erhöhen will oder das Maximum der Liste bietet, falls dies vorgegeben ist. Das meistbietende Team muss nun die Liste spielen und die vorgegebene Anzahl Antworten fehlerfrei nennen, um einen Punkt zu bekommen. Sollte ihnen jedoch ein Fehler unterlaufen, erhalten die Gegner den Punkt. Am Ende der Runde wird eine Referenzliste mit den noch nicht genannten richtigen Antworten gezeigt.
Geht ein Team aus beiden Runden als Sieger hervor, so werden oder bleiben diese die Champions, dürfen an der Rich List spielen und erneut antreten.

### Der Tie-Break
Zum Tie-Break kommt es, wenn nach den ersten beiden Runden kein Gewinner feststeht. Im Tie-Break treten beide Teams direkt gegeneinander an. Es wird ein Themengebiet vorgegeben, zu dem beide Teams, angefangen mit den Herausforderern, Antworten geben müssen. Sollten die Herausforderer einen Fehler machen und die Champions liefern eine richtige Antwort, bleiben letztere im Spiel.
Geben die Champions eine falsche Antwort, so werden die Herausforderer die neuen Champions. Wenn die Champions direkt nach den Herausforderern (in derselben Runde) eine falsche Antwort geben,
folgt ein zweiter Tie-Break. Am Ende des Tie-Breaks wird wieder die Referenzliste angezeigt.

### Die Rich List
Die Rich List wird nur von den Champions gespielt. Diese müssen zu einem Thema Antworten geben, um eine Gewinnstufe zu erreichen. Für die ersten drei richtigen Antworten gibt es 5000 Euro, bei jeweils drei weiteren Antworten folgt die nächste Gewinnstufe. Bei fünfzehn Antworten gibt es den Höchstgewinn von 100.000 Euro.
Das Team kann auf jeder Gewinnstufe aufhören. Entschließt es sich jedoch, weiterzuspielen, so besteht diese Möglichkeit erst bei der nächsten Gewinnstufe. Bei einer falschen Antwort verliert das Team den gesamten Gewinn aus dieser Rich List und die nächste Runde beginnt, nachdem die möglichen Antworten gezeigt wurden.
Bisher gab es vier Mal den Höchstgewinn von 100.000 Euro:
- in der Sendung vom 28. Mai mit der Frage nach den Formel-1-Weltmeistern der Jahre 1950 bis 2006
- in der Sendung am 24. Juni mit der Frage nach den bisherigen Präsidenten der USA
- in der Sendung vom 22. Juli bei der Frage nach den europäischen Staaten, die die Farbe Blau in der Fahne haben
- in der Sendung vom 29. Juli bei der Frage nach den Oscar-Preisträgern in der Kategorie „Bester Hauptdarsteller“

Das bisher erfolgreichste Paar waren Sylke und Michael, die elf Mal die Rich List spielten und dabei zweimal den Höchstgewinn errangen.

## Ausstrahlung und Einschaltquoten
Die erste Staffel mit 15 Folgen wurde vom 26. Mai 2007 bis zum 15. Juli 2007 gesendet. Diese wurde regulär wöchentlich samstags und sonntags 19.15 Uhr ausgestrahlt. Lediglich die dritte Folge wurde an einem Pfingstmontag gesendet.
Eine unvollständige Auflistung gemessener Einschaltquoten und Marktanteile veranschaulicht folgende Tabelle:
| Datum              | Zuschauer | Zuschauer       | Marktanteil | Marktanteil     | Quellen |
| Datum              | Gesamt    | 14 bis 49 Jahre | Marktanteil | Marktanteil     | Quellen |
| Datum              | Gesamt    | 14 bis 49 Jahre | Gesamt      | 14 bis 49 Jahre | Quellen |
| ------------------ | --------- | --------------- | ----------- | --------------- | ------- |
| 26. Mai 2007       | 1,56 Mio. | –               | –           | 10,3 %          | [ 3 ]   |
| 27. Mai 2007       | 2,01 Mio. | –               | –           | 11,6 %          | [ 4 ]   |
| 28. Mai 2007       | 2,38 Mio. | 1,29 Mio.       | –           | 12,4 %          | [ 4 ]   |
| 16. Juni 2007      | 1,26 Mio. | –               | –           | 8,3 %           | [ 5 ]   |
| 8. Juli 2007       | 2,44 Mio. | 1,15 Mio.       | 10,3 %      | 12,8 %          | [ 6 ]   |
| 15. Juli 2007      | 2,04 Mio. | 1,04 Mio.       | –           | 13,7 %          | [ 7 ]   |
| 29. August 2007    | 1,68 Mio. | 0,71 Mio.       | 5,5 %       | 6,0 %           | [ 8 ]   |
| 5. September 2007  | 2,04 Mio. | 0,84 Mio.       | –           | 6,9 %           | [ 9 ]   |
| 12. September 2007 | –         | –               | 5,0 %       | –               | [ 10 ]  |

Im Juni 2007 wurde eine weitere Staffel, die zehn Folgen umfassen sollte, angekündigt. Diese wurde vom 2. bis zum 10. Juli 2007 im Kölner Coloneum aufgezeichnet und im direkten Anschluss an die erste Staffel gesendet. Ab dem 29. August 2007 wurden die neuen Folgen mittwochs 20:15 Uhr, dem vorigen Sendeplatz von Clever! – Die Show, die Wissen schafft, ausgestrahlt. Nachdem dieser Sendeplatz sehr schlechte Einschaltquoten vorweisen konnte, wurde die Sendung nach nur drei Folgen ab dem 12. September 2007 zunächst eingestellt. Ab dem 5. Juli 2008 wurde die dritte Staffel jeweils samstags um 19:15 Uhr gezeigt.